# Politiskolen (film-serie)
 For alternative betydninger, se Politiskolen (flertydig). (Se også artikler, som begynder med Politiskolen)
Politiskolen er en serie af amerikanske komedie film, hvoraf de første seks blev lavet i 1980'erne. Den syvende og hidtil den sidste film, I Moskva, blev udgivet i 1994. Serien startede med Politiskolen (1984) der startede med en præmis om at en ny borgmester har annonceret en ny politik, der kræver at politiet hyrer alle der har lyst til at blive rekrutter. Filmen følger en gruppe af dårligt egnede rekrutter, i deres forsøg på bevise overfor den selv, at de er egnet som politibetjente. Hovedpersonen, Carey Mahoney (Steve Guttenberg), var en person der gentagne gange var blevet anholdt, som så blev tvunget til at starte på politiskolen som straf.
Generelt levede alle filmene og tv-showsene på "lav humor", ofte baseret på simple karakteristikker og fysisk komedie. Som med mange lignende film, var temaet en gruppe underdogs, der kæmper for at vise at de godt kan klare det, mens forskellige stereotypiske autoritetsfigurer forsøger at undertrykke dem. Efterfølgerne er ikke blevet modtaget lige så godt af nogle kritikere hen over årene. Den første film indspillede $81,2 millioner i Nordamerika, og de følgende film indtjente $150 millioner totalt.

## Eksterne Henvisninger
- Artiklen har ingen egenskaber for filmdatabaser i Wikidata